# Ellipes trimaculatus
Ellipes trimaculatus is een rechtvleugelig insect uit de familie Tridactylidae. De wetenschappelijke naam van deze soort is voor het eerst geldig gepubliceerd in 1977 door Günther.